# Ceriana triangulifera
Ceriana triangulifera är en tvåvingeart som först beskrevs av Enrico Adelelmo Brunetti 1913.  Ceriana triangulifera ingår i släktet griffelblomflugor, och familjen blomflugor. Inga underarter finns listade i Catalogue of Life.